# Grandview Trail

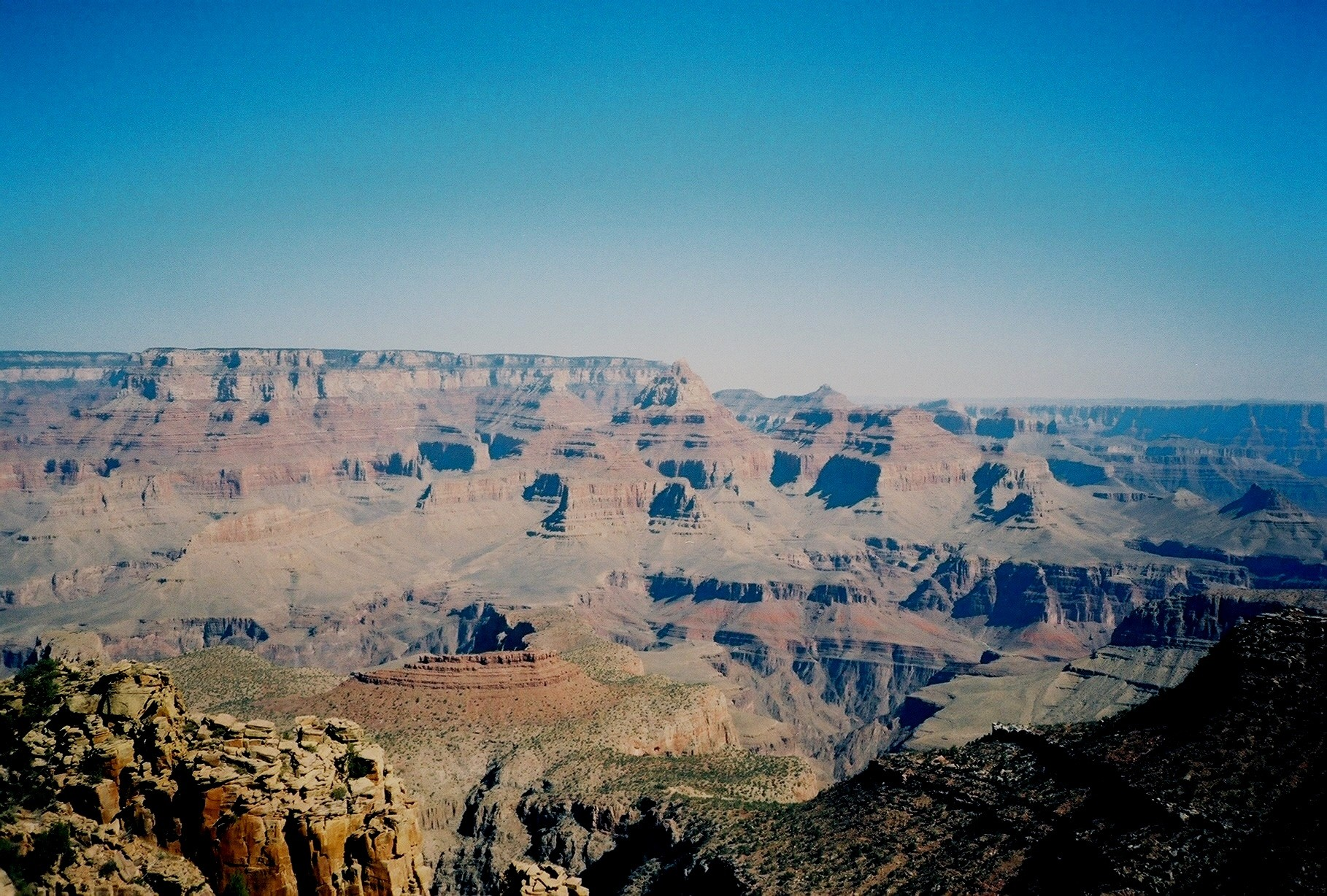
Horseshoe Mesa, ändpunkt för Grandview Trail

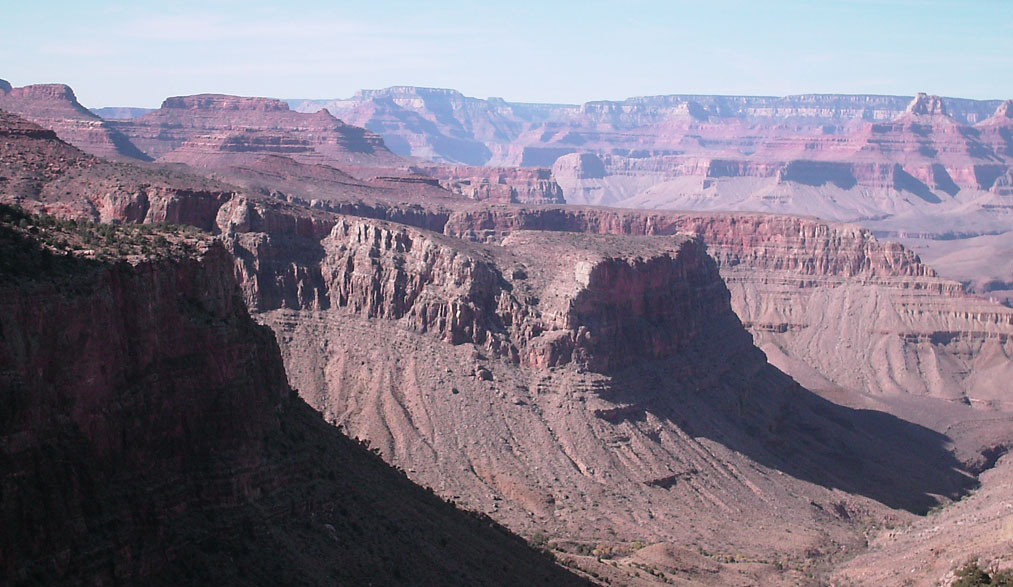
Vy från Grandview Trail söder om Horseshoe Mesa mot nordväst mot Grandview-Phantom- monoklinen

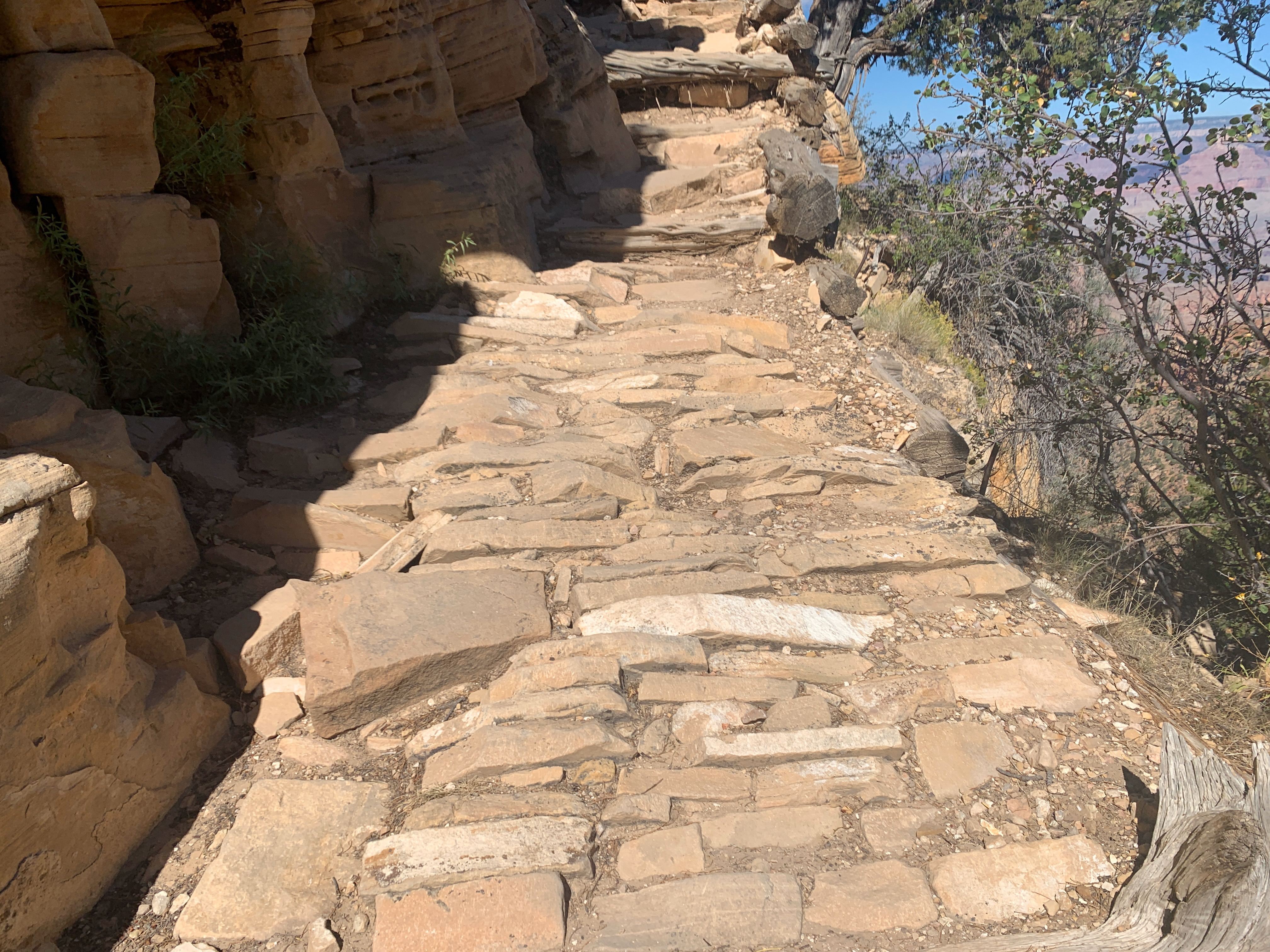
Sandstensplattor på Grandview Trail mellan South Rim och den tidigare Grandview Mine

Grandview Trail, ursprungligen kallad Berry Trail, är en 6,5 kilometer lång vandringsled i Grand Canyon National Park i Arizona i USA. 
Grandview Trail anlades 1892 Peter D. Berry (1858–1932) för att förbinda South Rim med den koppargruva, Last Chance Mine, som han och hans partners anlade på Horseshoe Mesa i Grand Canyon i det som senare blev Great Canyon National Park. Gruvan drevs av Perry och hans partners fram till 1901, och därefter av Grand Canyon Copper Company till 1907. På leden fraktades malmen upp till kanten av kanjon med karavaner bestående av åtta–tio mulåsnor. En mulåsna lastade 90 kilogram malm och hann med en eller två transporter per dag.
Grandview Trail börjar vid Grandview Point, som ligger på drygt 2.250 meters höjd, omkring 19 kilometer öster om Grand Canyon Village utmed Desert View Drive. Horseshoe Mesa ligger 760 meter lägre. Branta delar av leden är satt med sandstensplattor.